# 石化街道 (上海市)
石化街道，是中华人民共和国上海市金山区下辖的一个乡镇级行政单位。街道地处金山区最南部，东邻山阳镇，西与金山卫镇、浙江省平湖市交界，南濒杭州湾，北与金山卫镇、山阳镇毗连。是金山区的中心城区的一部分，也是中国石化上海石油化工股份有限公司（原上海石油化工总厂）所在地。面积19.13平方公里。户籍人口6.63万人（2011年）。街道办事处驻卫零路485号。

## 建置沿革
1979年，成立上海石油化工总厂金卫地区办事处。1984年，改称上海石油化工总厂地区办事处。
1997年10月15日，金山撤县建区后，在原石化地区办事处和原石化地区新村街道办事处基础上组建石化街道。
2003年7月3日，金山区人民政府批复同意，调整石化街道管辖范围：辖区东由戚家墩路向北，至卫清路向西，沿蒙山路向北，至老龙泉港；西至沪浙线为界；南至海塘；北由老龙泉港向西，至卫零路向南，至卫清路向西，至金卫城河，接原石化总厂第一、二、三期征地范围线，至卫六路沪杭公路公交汇点，沿沪杭公路向西，至卫八路向南，沿上海石化股份公司厂址范围线向西，接沪浙线14号界桩。

## 行政区划
2002年5月9日，石化十一村居委会与石化十五村居委会合并，成立合浦新村居委会；临潮一村居委会与临潮二村居委会合并，成立临蒙居委会；海棠新村第一居民委员会与海棠新村第二居民委员会合并，成立海棠新村居委会；成立山鑫阳光城居委会。
2003年9月18日，石化六村居委会和石化八村居委会合并，成立柳城新村居委会；西村居委会并入东村居委会；梅州新村第一居委会和梅州新村第二居委会合并，成立梅州新村居委会。
2004年3月30日，成立山龙新村居委会。
2005年3月31日，成立桥园居委会和卫清居委会。
2007年7月19日，成立紫卫居委会，管理范围东至蒙山路、西至卫零路、南至板桥路、北至龙泉港。
截止2015年12月31日，石化街道下辖以下居委会：
| 行政区划代码 | 名称             | 办公地址            |
| ------------ | ---------------- | ------------------- |
| 310116001002 | 石化三村居委会   | 石化三村312号102室  |
| 310116001003 | 石化四村居委会   | 石化四村400号2楼    |
| 310116001005 | 石化七村居委会   | 石化七村706号2楼    |
| 310116001006 | 柳城新村居委会   | 石化八村830号103室  |
| 310116001007 | 石化九村居委会   | 石化九村938号底楼   |
| 310116001008 | 石化十村居委会   | 石化十村19号2楼     |
| 310116001009 | 合浦新村居委会   | 石化十一村69号2楼   |
| 310116001010 | 石化十二村居委会 | 石化十二村112号底楼 |
| 310116001011 | 石化十三村居委会 | 石化十三村6号102室  |
| 310116001013 | 海棠新村居委会   | 海棠二村48号2楼     |
| 310116001015 | 梅州新村居委会   | 梅州新村89号2楼     |
| 310116001017 | 临蒙居委会       | 临潮一村21号101室   |
| 310116001019 | 临潮三村居委会   | 临潮三村55号2楼     |
| 310116001020 | 滨海一居委会     | 滨海一村3号101室    |
| 310116001021 | 滨海二居委会     | 滨海二村40号102室   |
| 310116001022 | 东村居委会       | 学府路225号2楼      |
| 310116001024 | 东礁一、三居委会 | 东礁三村8号2楼      |
| 310116001025 | 东礁二、四居委会 | 东礁四村12号101室   |
| 310116001026 | 东泉居委会       | 东泉二村211号2楼    |
| 310116001027 | 辰凯居委会       | 辰凯花苑18号2楼     |
| 310116001029 | 山鑫阳光城居委会 | 蒙山路1090弄88号    |
| 310116001030 | 山龙新村居委会   | 山龙新村130号       |
| 310116001031 | 桥园居委会       | 园中苑179号         |
| 310116001032 | 卫清居委会       | 卫清西路677号       |
| 310116001033 | 紫卫居委会       | 蒙山路1517弄76号    |

## 文物古迹
石化街道境内共有7处不可移动文物被列入上海市第三次全国文物普查不可移动文物名录。
| 登记编号           | 名称                     | 地址                      | 文物保护单位级别   | 类别                       | 子类                         | 年代                   | 照片 |
| ------------------ | ------------------------ | ------------------------- | ------------------ | -------------------------- | ---------------------------- | ---------------------- | ---- |
| 310116801170000029 | 金山卫城隍庙遗址         | 卫清西路1358号            | 尚未核定为保护单位 | 古遗址                     | 寺庙遗址                     | 明洪武二十年（1387）   |      |
| 310116805200000025 | 老大堤原址纪念碑         | 新城路大堤路口            | 尚未核定为保护单位 | 近现代重要史迹及代表性建筑 | 重要历史事件纪念地或纪念设施 | 1991年                 |      |
| 310116805200000172 | 上海石油化工总厂         | 杭州湾北岸的金山卫        | 尚未核定为保护单位 | 近现代重要史迹及代表性建筑 | 工业建筑及附属物             | 1972年                 |      |
| 310116921060800027 | 戚家墩遗址               | 临潮三村居委会临潮街105号 | 市级文物保护单位   | 古遗址                     | 聚落址                       | 春秋战国、西汉         |      |
| 310116925190000030 | 金山卫城侵华日军登陆地点 | 南安路87号                | 市级文物保护单位   | 近现代重要史迹及代表性建筑 | 重要历史事件纪念地或纪念设施 | 民国二十六年（1937年） |      |
| 310116941170000026 | 筱官墩遗址               | 卫一路金零路口交界处      | 区级文物保护单位   | 古遗址                     | 军事设施遗址                 | 明洪武十九年（1386年） |      |
| 310116941170000028 | 金山卫古城遗址           | 学府路140弄1号            | 尚未核定为保护单位 | 古遗址                     | 城址                         | 明洪武十九年（1386年） |      |